# 中村隆昭
 中村 隆昭  （なかむら りゅうしょう、1996年2月21日 -）は、福岡県大川市出身の日本の俳優。所属事務所はFLAVE。

## 出演

### 映画
- 傷だらけの悪魔（2017年、山岸聖太監督）
- HiGH&LOW THE MOVIE（2018年、久保茂昭監督）

### テレビドラマ
- 花のち晴れ（2018年、TBS）

### 舞台
- パンケーキとオムライス（2016年、作・演出：下出氶一）- 主演
- サイコメトラーEIJI（2016年、作・演出：富田昌則）
- 清らかな水のように〜私たちの1945〜（2019年、ドラマデザイン社、企画・演出：山本和夫）[1] - 友部・岡本 役

### テレビ
- かながわ旬菜ナビ（2023年4月2日 -、tvk）[2] - 7代目旬菜キャッチャー